# Lalie Brouillet
Lalie Brouillet (* 22. Mai 2000 in Millau) ist eine französische Handballspielerin im linken Rückraum. Sie ist Mitglied der französischen Beachhandball-Nationalmannschaft.

## Hallenhandball
Lalie Brouillet kam 2017 über die vorherigen Stationen Millau Handball, Rodez-Onet-le-Château Handball – wo sie 2016 als 15-Jährige bei den Frauen debütierte – und HBC Quint-Fonsegrives zum Drittligisten (Championnat de France féminin de handball de Nationale 1) Toulouse Féminin Handball, wo sie seitdem aktiv ist und bis zum frühzeitigen Ende der Saison 2019/20 aufgrund der COVID-19-Pandemie 60 Spiele bestritten hat und 142 Tore erzielte.
2016 wurde Brouillet für ein jährliches Turnier um die Trophée Corine Chabannes zwischen der rumänischen der spanischen sowie der französischen A- und B-U16 Mannschaften in den Kader der französischen B-U16-Mannschaft berufen.

## Beachhandball
Nachdem Frankreich für mehr als zehn Jahre international nicht im Beachhandball aktiv gewesen war, wurden ab 2017 die Nationalmannschaften reaktiviert. Brouillet gehörte 2018 in Ulcinj der ersten französischen Mannschaft bei den Junioreneuropameisterschaften an. Nachdem das erste Spiel gegen Rumänien im Shootout gewonnen wurde, gab es Niederlagen gegen die Spitzenteams aus Portugal und Kroatien. Als Drittplatzierte Mannschaft ihrer Vorrundengruppe qualifizierten sich die Französinnen damit nur für die Platzierungsrunde für die Plätze neun bis 12. Hier wurde zunächst Italien im Shootout besiegt, anschließend gab es eine Niederlage im Shootout gegen Polen sowie eine Niederlage gegen Litauen. Somit schloss Frankreich das Turnier auf dem elften Platz ab. Brouillet kam in allen sechs Spielen zum Einsatz und erzielte dabei 35 Punkte. In den ersten beiden Spielen sowie im letzten Spiel war sie die erfolgreichste Werferin ihrer Mannschaft, mit der höchsten Punktzahl von elf im ersten Spiel gegen Rumänien.
2018 wurde Brouillet erstmals in die französische A-Nationalmannschaft berufen, womit ihr wie Anouck Clément der direkte Aufstieg von der U-in die A-Mannschaft gelang. Frankreich rückte bei der Weltmeisterschaft 2018 nach, da Afrika keinen Vertreter entsandt hatte. Gegen Polen, Uruguay und Taiwan wurden alle drei Vorrundenspiele verloren, die beiden Letzten im Shootout. Gleich im ersten Spiel erzielte sie ihre beiden einzigen Punkte im Turnierverlauf. Als Letzte ihrer Vorrundengruppe qualifizierte sich Frankreich nur für die Trostrunde. Gegen Mexiko, die USA und Australien wurden nun alle Spiele gewonnen. Auch das erste K.-o.-Spiel gegen Thailand wurde gewonnen, das folgende Spiel gegen Vietnam verloren. Das letzte Spiel um den elften Platz wurde gegen Mexiko gewonnen.

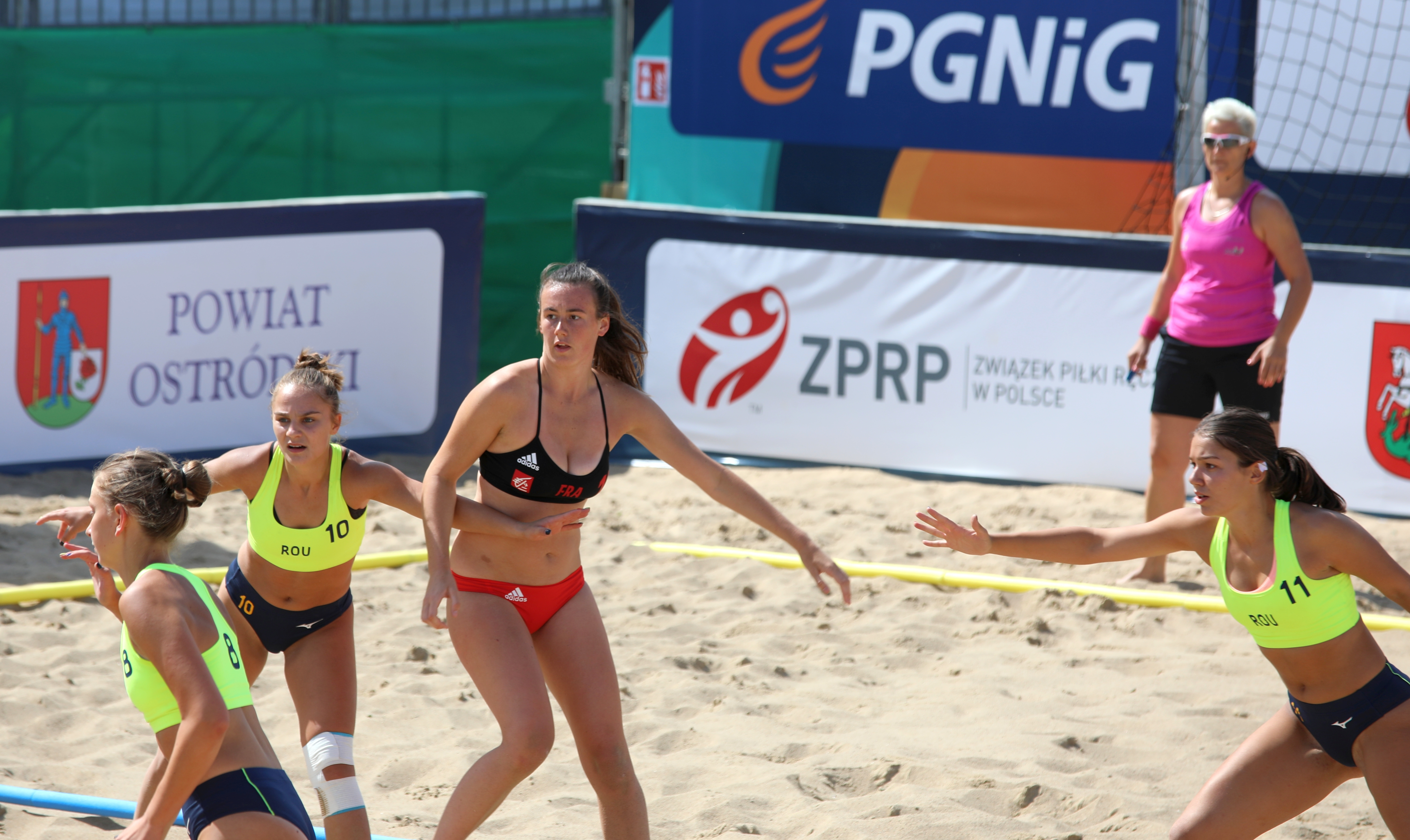
Brouillet im Trostrundenspiel gegen Rumänien im Kampf mit den Abwehrspielerinnen Mara Matea (#8), Claudia Marina Condurache (#10) und Andreea Maria Chiciroiu (#11)

Bei den Europameisterschaften 2019 in Stare Jabłonki, Polen, gehörte Brouillet erstmals bei einer Europameisterschaft der französischen A-Nationalmannschaft an. Sie startete mit ihrer Mannschaft mit einer knappen Niederlage gegen die Portugiesinnen in das Turnier. Ihr zweites Spiel gegen Zypern gewannen sie überlegen. Gegen die Titel-Mitfavoritinnen aus Ungarn gab es im dritten Spiel eine sehr knappe Niederlage. Auch das vierte Vorrundenspiel ihrer Gruppe verloren die Französinnen gegen Polen, wenn auch überaus knapp, mit je einem Punkt Rückstand in den beiden Durchgängen. Brouillet wurde in diesem Spiel geschont und kam nicht zum Einsatz. Als Vorletzte ihrer Gruppe zogen die Französinnen in die Trostrunde ein. Hier konnten sie ihre drei Spiele gegen Russland knapp und gegen Rumänien und Slowenien deutlich gewinnen. Im Spiel gegen Slowenien war sie mit 14 Punkten beste Werferin Frankreich. Bei den Platzierungsspielen verloren die Französinnen gegen die Gastgeberinnen aus Polen im Shootout. Das nächste Spiel gegen die Schweiz wurde im Shootout gewonnen. Auch das letzte Platzierungsspiel wurde gegen Italien klar gewonnen und Frankreich schloss das Turnier als 13. von 20 Mannschaften ab. Brouillet wurde im letzten Spiel nicht eingesetzt. Sie kam in acht der zehn Spiele zum Einsatz und erzielte dabei 32 Punkte.

## Einzelbelege
1. ↑  Handball : Lalie Brouillet, le bleu lui va si bien. Abgerufen am 20. Mai 2021 (französisch).
2. ↑  Nationale 1. In: TFHB. Abgerufen am 20. Mai 2021 (französisch).
3. ↑  France Cadettes - Trophée Corine Chabannes. Abgerufen am 20. Mai 2021 (französisch).
4. ↑  U16 (F) - Trophée Corine Chabannes : En mode évaluation. 21. Juli 2016, abgerufen am 20. Mai 2021 (französisch).
5. ↑  #Beach Handball Euro U18 - Une première pour les jeunes beacheurs. Abgerufen am 5. Januar 2021 (französisch).
6. ↑  European Handball Federation - 2018 Women's ECh Beach Handball 18 / Final Tournament. Abgerufen am 5. Januar 2021 (englisch).
7. ↑  EdF (beach) - La liste de Valérie Nicolas pour le Mondial en Russie. Abgerufen am 20. Mai 2021.
8. ↑  List of Kazan 2018 participants confirmed. Abgerufen am 5. Januar 2021 (amerikanisches Englisch).
9. ↑  European Handball Federation - 2019 Women's ECh Beach Handball / Final Tournament. Abgerufen am 18. November 2020 (englisch).

| Personendaten    | Personendaten                                     |
| ---------------- | ------------------------------------------------- |
| NAME             | Brouillet, Lalie                                  |
| KURZBESCHREIBUNG | französische Handball- und Beachhandballspielerin |
| GEBURTSDATUM     | 22. Mai 2000                                      |
| GEBURTSORT       | Millau                                            |